# 阿瓜斯貝爾德斯區
3°28′55″S 80°14′44″W / 3.4819°S 80.2456°W
阿瓜斯貝爾德斯區（西班牙語：Distrito de Aguas Verdes），是秘魯的一個區，位於該國西北部通貝斯大區的薩魯米亞省，始建於1985年1月11日，面積46.1平方公里，海拔高度7米，2002年人口12,789，人口密度每平方公里280人。